# Borneochroma
Borneochroma is een kevergeslacht uit de familie van de boktorren (Cerambycidae). De wetenschappelijke naam van het geslacht werd voor het eerst geldig gepubliceerd in 2008 door Vives, Bentanachs & Chew.

## Soorten
Borneochroma is monotypisch en omvat slechts de volgende soort:
- Borneochroma shutae Vives, Bentanachs & Chew, 2008